# Austisen
Koordinaten: 69° 23′ 53″ S, 35° 43′ 20″ O
Das Austisen (norwegisch für Osteis) ist ein Schelfeis an der Prinz-Harald-Küste des ostantarktischen Königin-Maud-Lands. Es liegt in der Lützow-Holm-Bucht.
Wissenschaftler des Norwegischen Polarinstituts benannten es 2016.